# Albizia zygia
Albizia zygia är en ärtväxtart som först beskrevs av Dc., och fick sitt nu gällande namn av James Francis Macbride. Albizia zygia ingår i släktet Albizia och familjen ärtväxter. Inga underarter finns listade i Catalogue of Life.